# 王治梁
王治梁（1915年9月11日—1997年12月12日），男，湖北黄陂人，中国理论物理学家、物理教育家，曾任第三届全国人大代表，第五、六届全国政协委员。